# 1614 en France
Chronologie de la France
- 1610
- 1611
- 1612
- 1613
- 1614
- 1615
- 1616
- 1617
- 1618

## Événements
- 13 janvier : Condé quitte la cour sans prendre congé[1].

- 11 février : arrestation de César de Vendôme. Libéré le 19 février, il soulève la Bretagne[2].
- 15 février : le duc de Nevers, gouverneur de Champagne, force la citadelle de Mézières[2].
- 19 février : manifeste de Condé qui justifie la révolte des grands au nom du bien public[3]. Bouillon, Longueville, Mayenne, Nevers, Vendôme et Condé font sécession et réclament la remise des mariages espagnols et la convocation des États-Généraux.

- 1er mars : lettre de Vendôme au roi qui justifie son comportement et réclame que lui soit rendu son gouvernement de Bretagne[2].

- Avril-juin : invasion de sauterelles en Camargue[4].

- 2 mai-3 juin : réunion du synode des Églises réformées de France à Tonneins[5].
- 15 mai : traité de Sainte-Menehould entre les princes et les représentants du roi. Marie de Médicis accepte la tenue des États Généraux[6].

- 7 juin : convocation des États généraux[7].
- 15 juin : Vendôme s’empare de Vannes[2].
- 22-27 juin : « tumulte » de Poitiers. Condé tente de s’emparer de la ville ; l’évêque soulève le peuple qui lui refuse l’entrée[2].

- 12 août : entrée du roi Louis XIII à Nantes. La révolte de la Bretagne est contenue[1]. Son demi-frère Vendôme fait sa soumission le 26 août[8]. Nevers se rend.
- 18 août : le roi préside l’ouverture des États de Bretagne à Nantes[1].
- 23 août : inauguration à Paris, quatre ans après l’assassinat du roi, de la statue équestre d’Henri IV commandée à Jean de Boulogne par Marie de Médicis pour être placée sur le terre-plein de l’île de la Cité, entre les deux culées du Pont Neuf[9].
- 24 août : Richelieu est nommé délégué du clergé aux états généraux[8].
- 16 septembre :
  - entrée de Louis XIII à Paris[1].
  - Salomon de Brosse devient architecte des bâtiments du Roi de France à la mort de Jacques II Androuet du Cerceau[10].

- 2 octobre : lit de justice ; déclaration de la majorité du roi (13 ans) par le Parlement de Paris. Marie de Médicis garde le pouvoir de fait (jusqu’en 1617)[8].

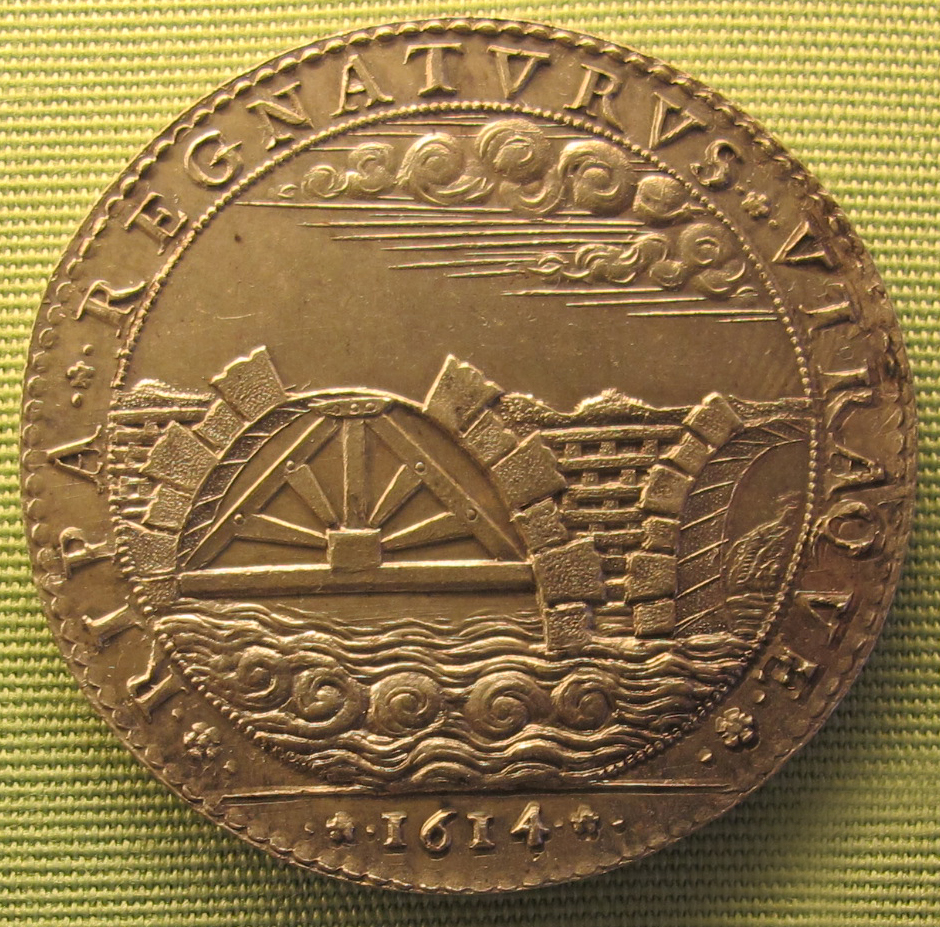
Medaille commemorant la construction du pont Marie, attribuée à Nicolas Briot ou Pierre Regnier.

- 11 octobre : pose de la première pierre du pont Marie à Paris par le roi et la reine-mère ; il relie la Seine entre la Tournelle et le port Saint-Paul[11].
- 27 octobre : ouverture des États-Généraux de Paris[7], qui marquent l’échec définitif de la représentation nationale auprès de la monarchie. Marie de Médicis y affronte les grands du royaume. Les députés du clergé réclament l’application des canons du concile de Trente. Les députés de la noblesse veulent faire abroger le régime de l’hérédité des charges vénales, qui ferme l’accès des magistratures à la noblesse rurale peu argentée. Les députés du Tiers état, pour la plupart des officiers de justice, s’appliquent à défendre les prérogatives du pouvoir royal, tant contre la suprématie pontificale que contre l’intervention des Grands dans l’entourage du roi (fin le 23 février 1615)[12].
- Octobre : Pierre Jeannin est nommé surintendant des finances[7].

- 12 novembre : un incendie ravage la place des couverts à Montauban[13] ; elle est réaménagée à partir de 1616 par l'architecte Pierre Levesville.
- 13 novembre : la noblesse demande aux États-Généraux le respect de l’exemption d’impôts des ordres privilégiés et la suppression de la paulette[14].
- 17 novembre : discours sur la suppression de la vénalité des charges et la diminution des impôts de Jean Savaron[15]. Aux États-Généraux, le président du bailliage d’Auvergne, mandaté par le Tiers État, décrit en présence du jeune roi la misère des ruraux de sa région[16].

- Famine en Velay. Troubles à Paris lors de la tenue des États-Généraux[17].
- André Duval, doyen de la faculté de théologie de Paris, se rallie à la cause de l’infaillibilité pontificale[18].